# Mike Hughes (aviron)
Pour les articles homonymes, voir Mike Hughes.
Mike Hughes, né le 7 août 1959, est un rameur d'aviron canadien. 

## Carrière
Mike Hughes participe aux Jeux olympiques de 1984 à Los Angeles et remporte la médaille de bronze avec le quatre de couple canadien composé de Bruce Ford, Phil Monckton et Doug Hamilton.